# Отношения между Грузия и Русия
Отношенията между Русия и Грузия датират още от 18. век. Именно тогава при един ожесточен конфликт между Русия, Османската империя и Персия за Кавказкия регион, който е от изключителна важност за страните придобива първоначалния облик на отношенията между Русия и Грузия, като тогавашната Руска империя печели войната и постепенно анексира Кралство Грузия, Армения и Азербейджан.
Поради непрестанните нашествия от ислямските страни, през 1783 година източната част на Грузинското царство подписва договор с Руската империя за сътрудничество и помощ, като по този начин Грузия замества отдавна изгубения си православен съюзник в лицето на Византийската империя. Въпреки това руската страна не спазва договора си през 1785 и 1795 година по време на Персийските нашествия.
На 22 декември 1800 година, с предложение на грузинския крал се подписва договор за присъединяване на териториите на страната към Руската империя. Счита се, че договорът е финализиран на 8 януари 1801 година и потвърден от цар Александър I на 12 септември 1801 г. В началото започват протести, като грузинският посланик реагира остро и предоставя протестна нота за случващото се, която представя пред руския заместник-канцлер, но въпреки това през май 1801 година руският генерал Карл Хайнрих официално налага контрол върху държавата като детронира грузинската наследница и образува правителство начело с генерал Иван Петрович Лазарев.
Бъдещето на Грузия изглежда за момент добре през 1918 година, като тогава е създадена Демократична Република Грузия. Новосъздадената държава обаче не се задържа дълго време на сцената, като през 1921 г. Грузия е нападната и окупирана от болшевиките и в крайна сметка през 1922 година страната е включена към Съветския съюз и до разпадането му тя е неизменно част от него.
След краха на СССР настъпва нова ера за грузинския народ и по всичко изглежда, че страната ще започне да функционира сама. Проблемите обаче не закъсняват и започват нови конфликти именно с Русия.

## Отношения между 1992 – 2003 година
Непосредствено след разпадането на СССР в региона отново се заражда конфликт, като в районите Абхазия и Южна Осетия се зараждат сепаратистки организации, подпомагани от Русия и опитващи се да отделят регионите от страната. След ожесточени боеве през 1992 – 1993 година Грузия губи фактическия контрол върху голяма част от територията на областите, в които са разположени и руски войски.
В резултат от военния неуспех и натиска от Кремъл, Грузия се присъединява към Общността на независимите държави и узаконява руските военни бази в страната, като по този начин до голяма степен отново става зависима от Русия. Нужни са няколко години, за да се промени това, като през 1999 година при срещата на високо равнище на Организацията за сигурност и сътрудничество в Европа е постигнато споразумение, че базите трябва да бъдат освободени през 2001 година.
Доминирайки в колективните мироопазващи мисии в Абхазия и Южна Осетия, Русия е критикувана от Грузия и няколко западни дипломати поради неспазване на неутралитет в конфликта. Впоследствие Русия обвинява Грузия за подпомагането на чеченски бунтовници и заплашва страната с трансгранични нападения, като в крайна сметка грузинското правителство стига до консенсус, че трябва да потърси помощ от САЩ.

## Абхазия
Инцидент с безпилотен самолет изостря драстично отношенията между двете държави. Русия обвинява Грузия, че използва НАТО за решаване на проблема с Абхазия чрез използване на сила.
Въпреки това наблюдателите на ООН заявяват, че няма военно присъствие и от двете страни в демилитализираната зона. На 29 април обаче, Русия заявява, че ще изпрати военно присъствие в региона и заплашва Грузия с военни действия. Според руското министерство на отбраната броят на мироопазващите войници, изпратени в Абхазия е 2542, което е с 458 по-малко от максималния брой от 3000 войници. Грузинският премиер Ладо Гургенидзе заявява, че Грузия ще се отнася с всички допълнителни войски като с агресори. Европейският съюз също изказва препоръки към Русия като споделя, че е неразумно да се изпращат още войски, докато САЩ призовават Русия да преразгледа провокативното си отношение към конфликта в Абхазия. От друга страна, Грузия предприема мерки, чрез които заплашва да наложи вето върху приемането на Русия в Световната търговска организация (СТО).
Грузинските власти твърдят още, че Русия променя факти, които правят невъзможно за външните министри на НАТО да предоставят план за приемане на страната в организацията.
По-рано през май 2008 г., Русия заявява, че 3 безпилотни самолета са заснети над територията над Абхазия и предупреждава, че Грузия се готви за офанзива в региона в близко бъдеще.
Министърът на външните работи на Абхазия предлага районът да премине под военния контрол на Русия в замяна на гаранции за сигурност. От своя страна Грузия отрича тези твърдения, като посочва, че това е пропаганда от страна на Русия.

## Южна Осетия
На 8 август 2008 година, след седмици повишаване на напрежението, грузинските части започват интензивни бомбардировки над отцепилата се област, като непосредствено след това руските части също навлизат. След четири дни ожесточени боеве грузинските сили са отблъснати. Руските BBC бомбардират логистични цели в Грузия, а военноморския флот печели след кратка престрелка. На 12 август двете страни се споразумяват за прекратяване на огъня, но на другия ден Русия нарушава споразумението като изпраща нови редови войски в Грузия.
Военните сили на Грузия понасят тежки загуби, но до 2010 година се съвземат, докато Русия разполага допълнителни войски в Абхазия и Южна Осетия и построява там нови военни бази.

## Депортиране на грузинци
По така известното време на шпионаж, руските власти започват да депортират грузински граждани от Русия по обвинения за визови нарушения. Правителството на Грузия, както и влиятелни правозащитни организации, отговарящи за правата на човека, обвиняват Русия в сериозно нетолериране на имигранти от Грузия. На 27 март 2007 година Грузия завежда международно дело срещу Русия в Европейския съд по правата на човека за нарушения на Европейската конвенция за защита на правата на човека и основните свободи поради депортирането на грузински граждани от Русия през есента на 2006 година. От руска страна описват това като недружелюбна стъпка спрямо Русия.

## Признаването на двата региона и скъсването на дипломатическите отношения между Русия и Грузия
На 25 август 2008 година, Федералното събрание на Русия заедно с президента Медведев признават Абхазия и Южна Осетия за независими държави. Грузия категорично отхвърля това решение като твърди, че това е анексиране на нейни територии. Западните страни също са против това решение. Отговорът от страна на Грузия е скъсване на всички дипломатически отношения с Русия, като още от началото на войната Русия затваря посолството си в страната.